# Haas-palota
A Haas-palota a budapesti Vörösmarty tér nyugati oldalának egykori eklektikus épülete volt.
A palota helyén a 18. század végén ideiglenes színház, majd 1812-től a klasszicista stílusú, már kőből épült Német Színház állt. A Német Színház előbb az 1838-as pesti árvízben, majd egy 1847-es tűzvészben erősen megrongálódott; helyére az 1870-es években Haas Fülöp szőnyegkereskedő építtette a Haas-palota néven ismert üzletházat Linzbauer István tervei alapján. A szőnyegáruház az első két emeleten helyezkedett el, a felső három szinten bérlakások kaptak helyet. Az építtető unokája 1918-ban eladta az épületet Zerkovitz Oszkár borkereskedőnek. A palota a második világháborúban bombatalálatot kapott, és kiégett. Az épülettorzót 1959-ben lebontották. Az üres telken először parkolót alakítottak ki, majd 1971-ben felépítették a modern stílusú, és így a tér összes klasszikus épületétől eltérő, tízemeletes ORI-székházat, gúnynevén Elizélt-palotát. (Ez utóbbit is lebontották 2004–5-ben.)